# Бурачок гірський
Бурачок гірський (Alyssum montanum) — вид квіткових рослин родини капустяних (Brassicaceae).

## Біоморфологічна характеристика
Це волосиста трав'яниста багаторічна рослина 5–35 см заввишки сіро-зеленого кольору, від основи розгалужена, дещо дерев'яниста при основі. Квітконосні стебла від лежачих до висхідних. Численні неквітучі відростки закінчуються приземними розетками листків. Приземні розеткові листки від довгастих до ланцетних, 4–15 мм завдовжки і 2–6 мм завширшки. Квітки зібрані в суцвіття. Чашолистки 2.5–3.5 мм завдовжки. Пелюстки 3.5–6 мм завдовжки, яскраво-жовті, вгорі виїмчасті. Плід — округла коробочка, зірчасто запушена. Насіння вузькокриле, 1.5–1.9 × 1.1–1.3 мм, поверхня жовтувато-коричнева.  n = 8, 18, 24.

## Поширення
Росте в Європі (Албанія, Австрія, Естонія, Литва, Латвія, Білорусь, Болгарія, Чехія, Бельгія, Франція, Іспанія, Андорра, Німеччина, Греція, Угорщина, Польща, Румунія, Молдова, Росія, Швейцарія, Україна, Боснія і Герцеговина, Чорногорія, Македонія, Словенія, Сербія).
В Україні росте на пісках і пісковиках — у Розточчі-Опіллі, Поліссі та західному Лісостепу.

## Використання
Декоративна рослина.